# Хозяиново
Хозяиново — деревня в Порховском районе Псковской области России. Входит в состав сельского поселения «Верхнемостская волость».
Расположена на северо-западе волости, в 61 км к юго-западу от города Порхова и в 3 км к северо-западу от волостного центра Верхний Мост.
Численность населения деревни на конец 2000 года составляла 13 человек.